# Kazimierz Przyszczypkowski
Kazimierz Przyszczypkowski – polski pedagog, dr hab. nauk humanistycznych profesor Wydziału Ekonomicznego w Szczecinie Wyższej Szkoły Bankowej w Poznaniu i Zakładu Polityki Oświatowej i Edukacji Obywatelskiej Wydziału Studiów Edukacyjnych Uniwersytetu im. Adama Mickiewicza w Poznaniu.

## Życiorys
W 1992 habilitował się na podstawie pracy zatytułowanej Funkcja systemów informacyjnych wielkiego miasta wobec migrantów. 14 grudnia 1999 uzyskał tytuł profesora nauk humanistycznych. Pracował w Akademii Wojsk Lądowych imienia generała Tadeusza Kościuszki.
Był profesorem zwyczajnym w Instytucie Pedagogiki Wyższej Szkole Komunikacji i Zarządzania w Poznaniu i w Zakładzie Polityki Oświatowej i Edukacji Obywatelskiej na Wydziale Studiów Edukacyjnych Uniwersytetu im. Adama Mickiewicza.
Awansował na stanowisko kierownika Zakładu Polityki Oświatowej i Edukacji Obywatelskiej WSE UAM, Katedry Oświaty Dorosłych Wyższej Szkoły Humanistycznej TWP w Szczecinie, oraz Katedry Pedagogiki Społecznej i Resocjalizacji Wydziału Humanistycznego Bałtyckiej Wyższej Szkoły Humanistycznej w Koszalinie, dyrektora w Instytucie Pedagogiki Wyższej Szkole Komunikacji i Zarządzania w Poznaniu, prorektora Uniwersytetu im. Adama Mickiewicza.
Był zastępczą przewodniczącego Uniwersyteckiej Komisji Akredytacyjnej (UKA) i Komitetu Nauk Pedagogicznych PAN.
Jest profesorem w Zakładzie Polityki Oświatowej i Edukacji Obywatelskiej na Wydziale Studiów Edukacyjnych Uniwersytetu im. Adama Mickiewicza w Poznaniu i na Wydziale Ekonomicznym w Szczecinie Wyższej Szkole Bankowej w Poznaniu.

## Odznaczenia
- Krzyż Kawalerski Orderu Odrodzenia Polski (2011)[3]

## Wyróżnienie
- Honorowy obywatel Śmigla (2002)[4].